# Ultima VII
Ultima VII è il settimo episodio della serie di videogiochi di ruolo Ultima. È uscito in due parti, Ultima VII: The Black Gate (1992), e Ultima VII Part Two: Serpent Isle (1993). Nonostante la diretta continuità delle due trame, i giochi sono indipendenti l'uno dall'altro. Esistono anche due espansioni, una per ognuno, rispettivamente Ultima VII: Forge of Virtue e Ultima VII Part Two: Silver Seed. L'ultima distribuzione del gioco includeva sia le due parti che le due espansioni. Gli eventi di Ultima Underworld II: Labyrinth of Worlds prendono posto fra le due parti di Ultima VII. Nonostante questa avventura sia nominata in Serpent Isle, non è obbligatorio giocarci per capire la trama.
I giochi ebbero entrambi un grande successo di critica, ampiamente considerato uno dei punti più alti della serie. In un'intervista con GameSpot, Richard Garriott disse di Ultima VII che era "Il lavoro meglio riuscito della serie di Ultima" Disse inoltre in molte occasioni che Ultima IV è, insieme ad Ultima VII il suo gioco preferito.

## Modalità di gioco
Ultima VII: The Black Gate è un gioco relativamente a "libera esplorazione", mentre Ultima VII Part Two: Serpent Isle è più orientato alle quest e l'esplorazione diventa più libera avvicinandosi alla fine del gioco. In entrambi comunque, è possibile esplorare liberamente il mondo. Entrambi i giochi hanno una trama principale e diverse sotto quest e incarichi da completare per il giocatore. In Black Gate, la quest principale è meno importante e c'è un gran numero di sotto quest, mentre in Serpent Isle accade il contrario: le sotto quest sono molto più marginali mentre la trama è più scandita.
In questo gioco è introdotto un grande cambiamento nella serie: il gioco a turni fu sostituito dalla modalità di gioco in tempo reale, e l'intera schermata del gioco venne dedicata alla mappa con nient'altro in evidenza che non fosse strettamente necessario.
Anche il mondo di gioco è stato ampiamente modificato e aggiornato. La mappa è ancora internamente basata sui tiles, ma adesso i tiles sono più piccoli (e organizzati in gruppi) e il movimento dei personaggi e lo spostamento degli oggetti non è connesso ai tiles stessi. Le mappe dispongono di un sistema multi layer, quindi gli oggetti e le cose possono essere sovrapposti gli uni agli altri. Questo rende possibile, fra l'altro, in alcuni posti, sovrapporre più oggetti per costruire delle scale.
Questo fu il primo gioco della serie completamente affidato al controllo del mouse; in teoria potrebbe essere giocato completamente senza toccare la tastiera.
Ultima VII è meno incentrato sulla 'virtuosità' che gli altri titoli della serie. L'avatar può rubare e uccidere senza che questo renda impossibile finire il gioco; comunque, i compagni del party possono lasciare il gruppo se si accorgono di cose simili e rifiuteranno di rientrare finché il giocatore non si sia redento. In Black Gate il Guardian prende in giro il giocatore quando egli compie un atto non virtuoso.
Ultima VII: The Black Gate è il primo gioco della serie di Ultima ad usare gli alberi di dialogo. La prima trilogia ammetteva interazioni molto semplici mentre la seconda usava un metodo di dialogo basato su delle keywords. Ultima VII non sostituisce il sistema delle keywords, ma usa un albero di dialogo dove le opzioni di dialogo possono essere scelte con il mouse piuttosto che con la tastiera. In precedenza il giocatore doveva trovare le keyword dagli altri dialoghi, ma in realtà esse erano sempre presenti, mentre adesso le keyword appaiono solamente quando sono state davvero trovate dal personaggio e coincidono con lo svolgersi della trama. (Per esempio, "ladro catturato" non apparirà se non prima che il ladro sia stato davvero catturato.) Il gioco contiene comunque molto più dialogo rispetto alle parti precedenti; molti dei personaggi hanno lunghi dialoghi.

## Parte Uno:The Black Gate
All'inizio del gioco, Il Guardian, una creatura malefica, tenta l'Avatar dicendogli che il suo mondo adottivo di Britannia "è entrato in una nuova età di illuminazione", e che egli avrebbe potuto regnare su di essa. L'avatar arriva a Britannia attraverso un moongate rosso, e gli viene chiesto di risolvere un caso di omicidio rituale commesso la notte prima. Si accorge anche che durante la sua assenza è sorta una nuova religione, la "Fellowship", guidata da un uomo chiamato Batlin.
La Fellowship è certamente ispirata a Scientology o altri simili gruppi religiosi; sembra che il gioco tenda a fare della satira su questo tipo di movimenti.
Il mondo di gioco è conosciuto per la sua interattività: praticamente tutto può essere preso, spostato o fatto interagire con qualcos'altro. È possibile, per esempio, fare il pane, forgiare armi, mungere mucche, suonare strumenti musicali, o cambiare il pannolino di un bambino. L'Avatar e i suoi compagni dovranno fare i conti con i morsi della fame e con la sete, e potrebbe anche morire se questi bisogni non fossero soddisfatti correttamente. Se capitano vicino a una scena disgustosa o truculenta, potrebbero anche vomitare.
Il gioco è molto lineare; ma nonostante una storyline lineare, è controbilanciata dalla possibilità di esplorare la mappa in qualsiasi ordine, per cercare tutte le sotto quest, inclusa una che fa la parodia di Star Trek: the Next Generation
In Ultima VII, il sistema delle virtù non è strettamente vincolante come per Ultima IV. Invece, questo gioco simula una società che aderisce ad alcune delle virtù: i PNG — siano essi i membri del party o la gente di Britannia — reagiscono all'uccisione degli innocenti ed al furto ogni volta che ne vengono a conoscenza. Anche il sistema di combattimento è cambiato in funzione del sistema di gioco in tempo reale. Il nuovo sistema di intelligenza artificiale permette al giocatore di scegliere le tattiche generali per i membri del party. Non è un'intelligenza artificiale perfetta, ma alleggerisce il giocatore dal compito di gestire otto personaggi contemporaneamente.

logo della EA nel 1992.

 Alcuni frammenti della storia in Ultima VII sono ispirati dal conflitto fra la Origin Systems' e la rivale (e più tardi padrona) Electronic Arts. Il principale antagonista della storia, il Guardian, è presentato come un 'distruttore di mondi'. Lo slogan della origin systems è invece 'Noi creiamo Mondi' e si può spiegare col fatto che il Guardian rappresenta la volontà della Electronic Arts di distruggere la competizione sul mercato.  I tre generatori di male creati dal Guardian nel gioco prendono le forme fisiche del logo primitivo della Electronic Arts: un cubo, una sfera, un tetraedro. Elizabeth ed Abraham, due personaggi apparentemente benevoli che più tardi si rivelano degli assassini, hanno le iniziali di "E" ed "A". Il logo della EA ritorna ancora in Ultima VIII come un oggetto animato che cambia continuamente forma passando da cubo a sfera a tetraedro.
The Black Gate è stato pubblicato in Inglese, Francese, Tedesco e Spagnolo.

### EspansioneForge of Virtue
Forge of Virtue fu un expansion pack che aggiungeva una quest ad Ultima VII nella quale l'Avatar doveva passare una serie di test per riconfermarsi campione dei tre principii di Verità, Amore e Coraggio, e distruggere gli ultimi residui di Exodus.
Il giocatore è ricompensato con un'arma molto potente: La Black Sword. L'Avatar raggiunge anche il massimo in forza, intelligenza e destrezza nel corso di questi test, e alla fine Lord British concede al giocatore di raddoppiare la propria forza.
Nelle edizioni successive di Ultima VII questo add-on fu sempre incluso.

### Lista di personaggi importanti
Alcuni dei più importanti personaggi non giocanti:
- Batlin, Elizabeth ed Abraham - fondatori della Fellowship.
- Spark, reso orfano dagli assassini, che si unisce all'Avatar.
- Alagner, il più saggio uomo di Britannia.
- L'Alchimista Caine, il sindaco Forsythe, il guaritore Mordra, lady Rowena, il fabbro Trent, e il Liche Horance - abitanti fantasma di Skara Brae.
- Hook, un pirata che lavora come sicario, e Forskis, un gargoyle che lavora per lui.

### Censura
Il gioco è anteriore alla nascita dell'ESRB. A causa di ciò, non ha ricevuto alcuna classificazione. Nei crediti appare la scritta "Voluntarily rated MP-13 (For Mature Players)" ("Classificato volontariamente MP-13, per giocatori maturi"), anche se questo divieto non è da considerarsi attendibile, dal momento che è stato probabilmente concepito come una parodia dell'MPAA film ratings. I crediti del gioco sono stati creati per essere il più possibile simili ai titoli di un film, con tutti gli standard e i disclaimer presenti nei titoli di un film. I crediti, notoriamente, includono anche una menzione alla colonna sonora del CD disponibile da Origin, in realtà non disponibile prima del 1993 (vedi Origin Soundtrack Series volume 2); Ultima VII Part 2: Serpent Isle credits actually said "Soundtrack CD NOT available from Origin, so don't ask!"
Quando più tardi fu pubblicato sul CD Complete Ultima VII fu votato "T", ovvero per ragazzi over 14, "a causa di scene animate di violenza e sangue".

## Parte due:Serpent Isle
Ultima VII Part Two: Serpent Isle fu pubblicato nel 1993.  Mentre l'avatar distrugge il Moongate Nero attraverso il quale stava per arrivare il Guardian, Batlin salpa verso Serpent Isle. I Guerrieri del Destino inseguono il fanatico mago e trovano una strana terra, molto differente dalla loro Britannia: una grande isola ghiacciata, solo più tardi colonizzata dall'uomo, con molti resti di un'antica civiltà dove i serpenti giocavano un ruolo predominante.
Questo è il primo gioco nella serie che viene ambientato al di fuori di Britannia come è stata conosciuta da Ultima IV in poi. È anche molto più lineare del precedente gioco dove l'ordine in cui le sotto quest dovevano essere risolte non era molto importante; il nuovo approccio rende possibile dare al gioco uno svolgimento più chiaro, ma allo stesso tempo un po' limitativo nelle scelte del giocatore.
Dato che gran parte del codice è stato riciclato da Ultima VII: The Black Gate, è stato deciso di non chiamarlo Ultima VIII; Richard Garriott disse in molte interviste intorno al 1988 che non ci sarebbero stati due Ultima con lo stesso codice sorgente, come invece accadeva nella serie concorrente Bard's Tale, e probabilmente per questo motivo fu chiamato part 2.
La trama originale del gioco era significativamente differente da ciò che fu pubblicato, molti attribuiscono questi cambiamenti al fatto che Electronic Arts fece pressioni sulla Origin per tagliare alcune parti per rispettare le scadenze. Molti dei più significativi cambiamenti sono nella seconda parte del gioco. In alcuni punti è facile notare dei buchi nella trama principale. Tagliando il materiale per rispettare le scadenze EA furono introdotti alcuni bugs, e molte caratteristiche del gioco furono incomplete o inutilizzabili. Molti 'vicoli ciechi' sono presenti nella release finale del gioco. A causa della maggiore linearità di "Serpent Isle" questi "vicoli chiechi" spesso costringevano il giocatore a tornare indietro ad un salvataggio molto precedente o addirittura a rigiocare daccapo. Con il disappunto di molti fans, "Serpent Isle" segna l'inizio della pesante influenza di EA sulla serie di Ultima.

### The Silver Seed
The Silver Seed aggiunge la storia e le locazioni del seme d'argento al gioco, nel quale il party visita una fortezza sotterranea dell'antica civiltà di Serpent Isle (secoli nel passato, durante la guerra fra le due fazioni di Ophidian). Oggetti magici molto potenti, incluso un portachiavi, un anello per reagenti illimitati, e una cintura incantata possono essere trovati in quest'area o in dungeon vicini. Nella release più recente di Ultima VII, l'expansion pack è inclusa, e prende il nome di 'The Complete Ultima VII'.

## Caratteristiche tecniche
Sia Ultima VII: The Black Gate che Ultima VII: Serpent Isle usavano un gestore della memoria non standard per DOS, chiamato Voodoo Memory Manager. Esso, invece di fornire un accesso alla memoria in modalità protetta, entrava in una modalità chiamata modalità irreale che consentiva di utilizzare indirizzi dati a 32 bit pur mantenendo tutte le caratteristiche della Modalità reale. Questa scelta spesso significava dover utilizzare dei settaggi di memoria particolari e differenti dalla maggior parte degli altri giochi.
Tempo dopo, quando il DOS iniziò a cadere in disuso, il Voodoo iniziò a diventare un problema di compatibilità. Com'è noto, Windows 95 aveva grossi problemi a far girare il gioco, mentre addirittura i moderni sistemi Windows sono completamente incompatibili con il gioco nella sua versione originale.
Alcuni appassionati del gioco hanno lavorato per risolvere la situazione. Tutt'oggi, infatti, ci sono molti modi per apprezzare il gioco sui sistemi operativi moderni:
- Sotto Windows 9x, il gioco può partire in modalità DOS con un piccolo numero di opzioni di avvio, oppure sotto Windows stesso con delle patch sviluppate dagli utenti.
- Sotto Windows NT il gioco può essere avviato utilizzando delle patch.
- Il gioco è fruibile attraverso un emulatore DOS come ad esempio DOSBox.
- Exult è una completa e migliorata reimplementazione del motore di gioco originale di Ultima VII che funziona sui computer odierni sotto vari sistemi operativi. Da tempo ormai tutte le caratteristiche del gioco originale sono state implementate e addirittura i programmatori del team di Exult hanno pubblicato delle patch per correggere errori presenti nel gioco originale. Viste queste migliorie, Exult è uno dei metodi preferiti per giocare ad Ultima VII al giorno d'oggi.

## Release dei giochi
Le varie parti di Ultima VII sono state pubblicate nelle seguenti forme:
- Ultima VII: The Black Gate (1992) La release originale, disponibile su floppy da 5.25" e 3.5".
- Ultima VII: Forge of Virtue (1992) La release originale, disponibile su floppy da 5.25" e 3.5".
- Ultima VII Part Two: Serpent Isle (1993) La release originale, disponibile su floppy da 5.25" e 3.5".
- Ultima VII Part Two: The Silver Seed (1993) La release originale, disponibile su floppy da 5.25" e 3.5".
- Ultima VII: Complete Edition (1993) Contiene entrambi i giochi e le espansioni, disponibile solo su floppy da 3.5".
- The Complete Ultima VII (1994) Contiene entrambi i giochi e le espansioni, su CD-ROM.
- Electronic Arts CD-ROM Classics: The Complete Ultima VII (1994) Versione economica che contiene entrambi i giochi ed entrambe le espansioni, su CD-ROM. Dopo una breve installazione e qualche istruzione per avviare i giochi, non esiste altra documentazione; tutti i manuali si trovano su CD-ROM in formato PDF.
- Ultima: The Black Gate (1994) La versione SNES originale.
- Electronic Arts CD-ROM Classics: The Complete Ultima VII: Gold Edition (1996) Esattamente la stessa del 1994, ma con una scatola dorata.

Inoltre è stata pubblicata anche nelle compilation:
- Origin Top Ten Pack, che include Ultima VII: The Black Gate. (prima dell'acquisto da parte di EA)
- Ultima Collection (1996) Contiene tutti i giochi cardinali della serie da Ultima I a Ultima VIII, più Akalabeth, spesso chiamato 'Ultima 0'.

### Versione Super Nintendo
FCI / Pony Canyon pubblicò la versione per Super Nintendo di Ultima VII, semplicemente intitolata Ultima: The Black Gate, creata da un piccolo team all'interno di Origin Systems.
Questa versione era ampiamente differente dall'originale poiché la versione PC del gioco era gigantesca per l'epoca: circa 20 megabyte, mentre questo porting può usare soltanto 8 megabyte di memoria per tutti i dati di gioco e il programma.  Le mappe e molti oggetti dinamici e la trama dovettero essere riprogrammati da zero, e il programma dovette essere completamente riscritto in linguaggio assembly.
Il gioco nelle meccaniche diventò così più simile alla serie Legend of Zelda. Il 'party' fu abolito; lasciando l'Avatar viaggiare da solo. Fu anche introdotta una pesante censura dall'autorità americana: invece di assassini, l'Avatar deve indagare su rapimenti. Il sistema di controllo fu sensibilmente ridimensionato e peggiorato rispetto alle versioni per computer.
Questa versione è universalmente nota come un clamoroso flop rispetto all'originale.

### Versione PSP
Nell'agosto 2006, GameSpot scriveva che Electronic Arts era intenzionata a portare Ultima: The Black Gate (la versione SNES di Ultima VII) sulla PlayStation Portable come parte della serie EA Replay. È stata pubblicata negli USA il 14 novembre 2006.

## Progetti di Fan e remakes
Exult è il progetto più ambizioso dei fan al giorno d'oggi, in quanto attua una ricreazione pressoché perfetta del motore di gioco di Ultima VII perfettamente giocabile su macchine moderne e compatibile com molti sistemi operativi, fra cui Linux. Sono stati applicati inoltre degli scaler che rendono leggermente più nitida la schermata a bassa risoluzione del gioco, come il 2XSal Engine e il Super Eagle Engine.
I tools disponibili per Exult rendono possibile ai fan di modificare il gioco originale in ogni sua parte. I programmatori che contribuiscono ad Exult stanno notevolmente migliorando anche quei bug che i programmatori originali hanno lasciato per distrazione o per mancanza di tempo all'interno dei giochi. Grazie alle caratteristiche di Exult è stato possibile tradurre il gioco anche in lingue non originariamente presenti ai tempi dell'uscita, come l'italiano.
Ci sono stati alcuni progetti che portavano Ultima VII su altri motori di gioco, ma a lungo andare la maggioranza di questi progetti non ha avuto successo.